# Kronika z Roskilde

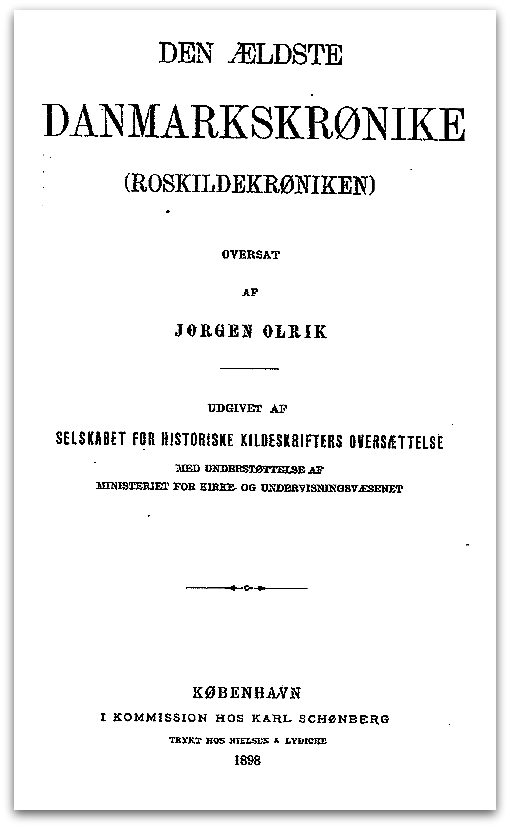
Strona tytułowa duńskiego tłumaczenia Kroniki z 1898 r.

Kronika z Roskilde (łac. Chronicon Roskildense, duń. Roskildekrøniken) – krótka duńska praca historyczna (kronika), którą można nazwać najstarszą znaną próbą napisania spójnej historii Danii od momentu wprowadzenia chrześcijaństwa do czasów autora. Praca napisana została w języku łacińskim. 
Autor Kroniki nie jest znany, choć z pewnością był nim Duńczyk związany z biskupstwem w Roskilde. Świadczy o tym centralne miejsce, które w tekście zajmują biskup oraz sama katedra w Roskilde.
Oryginalna Kronika obejmuje okres od roku 826 do ok. 1140. Rozpoczyna się od wspomnienia Haralda Klaka, pierwszego ochrzczonego władcy duńskiego. W pierwszej części tekstu autor odwołuje się do kronik Adama z Bremy. Późniejszy dodatek po treści właściwej – kilka stron, głównie cytatów z innych źródeł – doprowadza historię do roku 1157, gdy Waldemar I Wielki osiadł na duńskim tronie.
Ciekawym aspektem Kroniki z Roskilde jest fakt, że w przeciwieństwie do prac Saxo Gramatyka czy Swena Aggesena, które piszą historię z punku widzenia zwycięzców, roskildzki autor pisze ją z punktu widzenia pokonanych, co czyni tę pracę bardzo interesującą.
Nie zachowała się oryginalna kronika. Istnieją tylko odpisy wykonane w wiekach XIII, XVI i XVII. Łacińskie kopie znajdują się bibliotekach w Kopenhadze, Uppsali i Kilonii.